# Тајога (Пенсилванија)
Тајога (енгл. Tioga) град је у америчкој савезној држави Пенсилванија.

## Демографија
По попису из 2010. године број становника је 666, што је 44 (7,1%) становника више него 2000. године.
| Група             | 2000.       | 2010.       |
| Белци             | 614 (98,7%) | 653 (98,0%) |
| Афроамериканци    | 2 (0,3%)    | 4 (0,6%)    |
| Азијати           | 0 (0,0%)    | 0 (0,0%)    |
| Хиспаноамериканци | 2 (0,3%)    | 1 (0,2%)    |
| Укупно            | 622         | 666         |